# Les Mystères de Londres (film)
Pour plus de détails, voir Fiche technique et Distribution.
Les Mystères de Londres (Die toten Augen von London) est un film allemand réalisé par Alfred Vohrer, sorti en 1961.
Il s'agit d'une adaptation du roman d'Edgar Wallace, The Dark Eyes of London. Il fit l'objet d'une précédente adaptation anglaise : Le Tueur aveugle, réalisé par Walter Summers, sorti en 1939, avec Béla Lugosi.

## Synopsis
L'inspecteur Larry Holt de Scotland Yard ne croit pas à un accident, quand on récupère encore une fois un vieil homme noyé dans la Tamise. Son hypothèse, selon laquelle "les Yeux noirs de Londres", une bande de colporteurs aveugles, semblent toujours actifs, paraît se confirmer.
Avec son assistant Sunny Harvey et l'ancienne infirmière pour aveugle Nora Ward, Holt se met à la recherche de l'ancien meneur de la bande, "Jack l'aveugle". Ils viennent dans un établissement pour aveugles dirigé par le révérend Dearborn puis chez le grand avocat Stephen Judd, qui défendait toutes les victimes.

## Fiche technique
- Titre français : Les Mystères de Londres ou Les Yeux noirs de Londres[2]
- Titre allemand : Die toten Augen von London
- Réalisation : Alfred Vohrer, assisté de Zlata Mehlers
- Scénario : Trygve Larsen, Wolfgang Lukschy
- Musique : Heinz Funk (de)
- Direction artistique : Mathias Matthies (de), Ellen Schmidt (de)
- Costumes : Gudrun Hildebrandt
- Photographie : Karl Löb
- Son : Werner Schlagge
- Montage : Ira Oberberg
- Production : Horst Wendlandt
- Sociétés de production : Rialto Film
- Société de distribution : Prisma
- Pays d'origine :  Allemagne de l'Ouest
- Langue : allemand
- Format : Noir et blanc - 1,66:1 - Mono - 35 mm
- Genre : Policier
- Durée : 98 minutes
- Dates de sortie :
  -  Allemagne de l'Ouest : 28 mars 1961.
  -  Danemark : 4 décembre 1961.
  -  Pays-Bas : 14 décembre 1961.
  -  Mexique : 16 août 1963.
  -  France : 3 juin 1964[2].
  -  États-Unis : 12 octobre 1966.

## Distribution
- Joachim Fuchsberger: Inspecteur Larry Holt
- Karin Baal: Nora Ward
- Dieter Borsche: Révérend Dearborn
- Wolfgang Lukschy: Stephen Judd
- Klaus Kinski: Edgar Strauss
- Eddi Arent: Sgt. Sunny Harvay
- Harry Wüstenhagen: Fred
- Ady Berber: Jacob Farell, "Jack l'aveugle"
- Bobby Todd: Lew Norris
- Rudolf Fenner: Matthew Blake
- Ann Savo: Fanny Weldon
- Ida Ehre: Ella Ward
- Hans Paetsch: Gordon Stewart
- Franz Schafheitlin: Sir John
- Fritz Schröder-Jahn: L'inspecteur-chef
- Walter Ladengast: Le concierge
- Günther Jerschke: Le médecin légiste
- Joachim Rake: L'expert-comptable
- Werner Reinisch: Le sergent
- Joseph Offenbach: Steinmetz
- Kurt A. Jung: Jones
- Max Walter Sieg: Le chauffeur
- Hans Irle: Un policier
- Joachim Wolff: Jenkins
- Erich Weiher: Mr. Porter
- Horst Schweimler: Le nain
- Gertrud Prey: Mrs. Brooks
- Manfred Steffen: L'assistant comptable

## Histoire
Au départ, le prochain film que devait produire Rialto Film était Le Narcisse jaune intrigue Scotland Yard. Mais, en raison des changements et des difficultés internes, et d'un scénario jugé insuffisant, on décide de lancer Les Mystères de Londres. En plus d'Egon Eis, on demande à Werner Jörg Lüddecke d'écrire un scénario alternatif. Finalement on prend la version d'Egon Eis sous son pseudonyme de Trygve Larsen. Wendlandt choisit comme réalisateur Alfred Vorher. Ce dernier et l'acteur Wolfgang Lukschy apportent de dernières modifications au scénario.
Le tournage a lieu du 16 janvier au 21 février 1961 à Hambourg et ses environs. Les scènes au bord de la Tamise sont faites dans la Speicherstadt. Les plans de Londres proviennent d'images d'archives.